# Ľubica Blaškovičová
Ľubica Blaškovičová (* 16. srpna 1955, Nitra) je slovenská filmová a divadelní herečka a komunální politička.
Ľubica Blaškovičová je dcerou herce Dušana Blaskoviče a vdovou po herci a režisérovi Petrovi Raševovi. Má dvě dcery - Kristýnu a Kateřinu.
V roce 1978 absolvovala studium herectví na VŠMU v Bratislavě. Od roku 1978 je členkou činohry Státního divadla v Košicích (s výjimkou šesti let, kdy působila v Staroměstském divadle v Košicích).

## Filmografie
- 1977: Zlatá réva
- 1987: Začiatok sezóny (Tesárová)

## Komunální politika
Ľubica Blaškovičová je poslankyní Zastupitelstva Městské části Košice - Staré Město nepřetržitě od roku 1990 a je i členkou místní rady této městské části. Ve volbách v roce 2005 byla jako nezávislá kandidátka zvolena poslankyní Zastupitelstva Košického samosprávného kraje za okres Košice I.